# Micrometru (instrument)

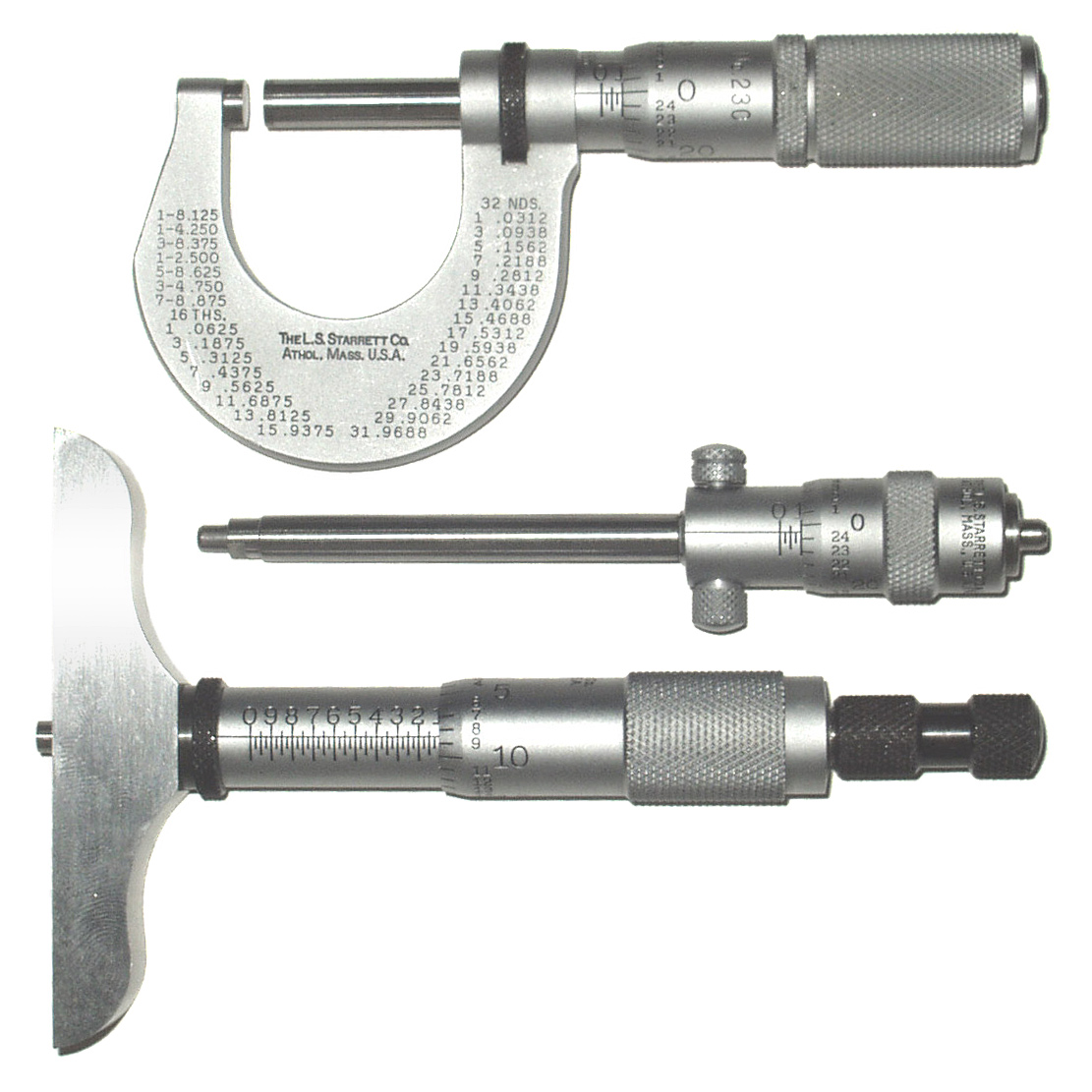
Micrometru intern de lăcătușărie, extern, și de profunzime pentru materiale textile

Micrometrul este un instrument pentru măsurarea lungimilor cu precizia de ordinul micronilor, al cărui principiu de funcționare se bazează pe transformarea mișcării de rotație a unui șurub micrometric în mișcare de translație. Este un instrument de mare precizie.
Se deosebesc diferite tipuri de micrometre: micrometru de exterior pentru măsurarea diametrelor de cilindri, micrometru de interior pentru măsurarea diametrelor de alezaje, micrometru de adâncime, micrometru de măsurat filete, micrometru de măsurat roți dințate etc. Există și micrometre cu cadran de citire  (de exemplu, produs de firma Mitutoyo), care elimină erorile ce pot interveni la citire.
Constructiv, un micrometru de exterior este alcătuit dintr-un ansamblu potcoavă – nicovală fixă și un braț cilindric în care culisează tija șurubului micrometric. Suprafața frontală a nicovalei fixe formează una  dintre suprafețele de măsurare. De tija șurubului micrometric este fixat, fără joc (prin presare pe capul șurubului micrometric), tamburul gradat de măsurare. Pe suprafața exterioară a brațului cilindric sunt trasate diviziuni în milimetri și jumătăți de milimetru. Fața conică a tamburului este împărțită în 100 părți egale (diviziuni) sau în 50 de părți, fiecare diviziune indicând o sutime de milimetru. Micrometrul este prevăzut cu un mecanism de limitare a forței de apăsare pe piesa de măsurat. Acest mecanism (cu clichet) este reglat pentru o forță de strângere cuprinsă între 5 și 20 de newtoni. Strângerea obiectului de măsurat se face numai prin limitatorul de cuplu. Funcțional, micrometrul transformă mișcarea de rotație a unui șurub micrometric într-o mișcare liniară a tijei micrometrului. Pasul șurubului micrometric este de 0,5 mm sau de 1 mm, deci deplasarea liniară este tot de 0,5 mm, respectiv de 1 mm pe rotatie; precizia de măsurare a micrometrelor obișnuite este de 0,01 mm.
Are o precizie de măsurare mai mare decât șublerele (0,01; 0,002 sau 0,001mm).